# Ruth Schmitz-Ehmke
Ruth Schmitz-Ehmke (* 13. September 1925 in Danzig; † 2. Dezember 2007 in Bonn) war eine deutsche Kunsthistorikerin und Denkmalpflegerin.

## Leben
Die Protestantin Ruth Ehmke war die Tochter des Arztes Paul Ehmke und dessen Ehefrau Hedwig Ehmke, geborene Hafften. In den Jahren 1932 bis 1936 besuchte sie die Volksschule und anschließend die Oberschule für Mädchen in Danzig. 1944 erhielt sie das Reifezeugnis. Ihr Interesse an der Kunst wurde offensichtlich bereits im Elternhaus, einem „schönen Patrizierhaus“, gefördert, in dem zahlreiche Künstler verkehrten sowie der örtliche Stadtbaurat, Denkmalpfleger und Kunsthistoriker als „Paten und Freunde“ weilten. Ihr jüngerer Bruder Horst Ehmke schrieb hierzu in seinen Erinnerungen 1984: „Kein Wunder, daß meine Schwester Ruth später Kunsthistorikerin wurde.“
Nachdem sie im Wintersemester 1947/48 sowie im darauf folgenden Sommersemester 1948 an der Technischen Hochschule in Stuttgart Vorlesungen in Kunst- und Literaturgeschichte gehört hatte, wechselte sie zum Wintersemester 1948/49 an die Rheinische-Friedrich-Wilhelms-Universität in Bonn, wo sie Kunstgeschichte, Archäologie und Prähistorie studierte. 1954 promovierte sie dort mit der Arbeit Der Freskenzyklus von Idensen zum Dr. phil. Unter ihren akademischen Lehrern hob sie Herbert von Einem hervor, dem sie zu besonderem Dank verpflichtet sei. Nach einer Beschäftigung als wissenschaftliche Kraft fand Ruth Schmitz-Ehmke Arbeit am Kunsthistorischen Institut und am Institut für Vor- und Frühgeschichte in Bonn. Ab 1961 profilierte sie sich zudem als wissenschaftliche Mitarbeiterin bei der Dehio-Vereinigung. Mit der dortigen Herausgabe der Neubearbeitung des Bandes „Rheinland“ innerhalb der Reihe Handbuch der deutschen Kunstdenkmäler im Jahr 1967 erreichte sie größere Bekanntheit. Auch zu dessen 2005 publizierter zweiter Auflage steuerte sie das unvollendete Manuskript bei.
Ruth Ehmke trat zum 1. Juli 1965 als wissenschaftliche Mitarbeiterin in den Dienst des Rheinischen Amts für Denkmalpflege in Bonn ein. In dieser Zeit verfasste sie unter anderem eine Monographie zur Ordensburg Vogelsang sowie Großinventare zu Bad Münstereifel und in weiten Teilen Schleiden. Zum 1. Oktober 1990 schied sie aus dem seit 1985 in Brauweiler ansässigen Amt aus.

## Schriften
- Der Freskenzyklus von Idensen. zugleich Dissertation an der Philosophischen Fakultät der Universität Bonn, Bonn 1954.
- Handbuch der Deutschen Kunstdenkmäler. Nordrhein-Westfalen I: Rheinland. (Dehio-Handbuch). Deutscher Kunstverlag, München/Berlin 1967
- Die ehemalige Schloßkirche in Schleiden, Rheinische Kunststätten, Ges. für Buchdruck, Neuss 1980, ISBN 3-88094-338-9
- Die Bau- und Kunstdenkmäler des Kreises Euskirchen. Stadt Bad Münstereifel. (=Die Bau- und Kunstdenkmäler von Nordrhein-Westfalen I. Rheinland 9.1) Gebr. Mann Verlag, Berlin 1985, ISBN 3-7861-1403-X.
- Die Ordensburg Vogelsang: Architektur – Bauplastik – Ausstattung. (Landschaftsverband Rheinland – Landeskonservator Rheinland. Arbeitsheft 41) Rheinland-Verlag, Köln 1988 (2003 2. veränd. und erw. Auflage ISBN 3-7927-1877-4; 2010 4. neu bearb. und erw. Aufl. ISBN 978-3-88462-299-5 – weitere Bearb. durch Monika Herzog)
- mit Barbara Fischer: Die Bau- und Kunstdenkmäler des Kreises Euskirchen. Stadt Schleiden (=Die Bau- und Kunstdenkmäler von Nordrhein-Westfalen I. Rheinland 9.9) Gebr. Mann Verlag, Berlin 1996, ISBN 3-7861-1873-6